# Grupo de renormalização
Numa teoria quântica de campos, a regularização de divergências e a renormalização são geralmente vistas apenas como técnicas para tornar funções de correlações finitas. Contudo, elas possuem um significado físico muito profundo e mais importante: a descrição de teorias quânticas de campos mudam conforme a escala de energia. Essa ideia foi introduzida por Kenneth Wilson e é quantificada pelas equações do grupo de renormalização.

## Grupo de renormalização no espaço de momentos
Suponha uma teoria quântica de campos com campos {\displaystyle \phi (x)} e constantes de acoplamento {\displaystyle g} descrita pela ação clássica {\displaystyle S(\phi ,g)}. Vamos considerar a expansão em modos de Fourier de {\displaystyle \phi (x)}
{\displaystyle \phi (x)=\int dk\;e^{ikx}\;{\hat {\phi }}(k)}
Usualmente, a integral é sobre todas as frequências {\displaystyle 0\leq |k|\leq \infty }. Neste caso, várias funções de correlação podem não ser bem definidas. Uma forma de regularizar a teoria é introduzir uma frequência de corte ultravioleta {\displaystyle \Lambda _{UV}}. Isto é, limitamos a integral ao disco
{\displaystyle |k|\leq \Lambda _{UV}}
Chamaremos esse campos de {\displaystyle \phi _{0}(x)} e diremos que ele é o campo na escala {\displaystyle \Lambda _{UV}}. Então
{\displaystyle \phi _{0}(x)=\int _{0\leq |k|\leq \Lambda _{UV}}dk\;e^{ikx}\;{\hat {\phi }}(k)}
Também chamaremos a constante de acoplamento de {\displaystyle g_{0}}. A função partição sobre os campos {\displaystyle \phi _{0}(x)} é
{\displaystyle Z=\int {\mathcal {D}}\phi _{0}\;e^{-S(\phi _{0},g_{0})}}
Já que alguns dos modos de Fourier estão faltando, o campo {\displaystyle \phi _{0}(x)} é praticamente constante em distâncias menores que {\displaystyle \Delta x\simeq 1/\Lambda _{UV}}. Então, introduzir uma frequência de corte ultravioleta é o mesmo que introduzir um corte em pequenas distâncias. É óbvio que a introdução desse limite quebra a simetria de Poincaré. Eventualmente, vamos tomar o limite do contínuo {\displaystyle 1/\Lambda _{UV}\rightarrow 0}, onde a simetria de Poincaré é recuperada. A questão de renormalizabilidade é se podemos fazer isso mantendo as quantidades físicas numa escala de energia finita {\displaystyle \mu } regulares.
Vamos decompor a região de integração da expansão em modos em duas partes:
{\displaystyle 0\leq |k|\leq \mu } e {\displaystyle \mu \leq |k|\leq \Lambda _{UV}}
Chamaremos as expansões em modos correspondentes por
{\displaystyle \phi _{B}(x)=\int _{0\leq |k|\leq \mu }dk\;e^{ikx}\;{\hat {\phi }}(k)}
{\displaystyle \phi _{A}(x)=\int _{\mu \leq |k|\leq \Lambda _{UV}}dk\;e^{ikx}\;{\hat {\phi }}(k)}
onde B e A referem-se a Baixas e Altas energias. Nós gostaríamos de estudar o comportamento da teoria em energias menores que {\displaystyle \mu }, por exemplo, amplitudes de espalhamento de partículas com momentos {\displaystyle \leq \mu }. O que procuramos então é uma ação que descreva esses efeitos somente em termos de {\displaystyle \phi _{B}(x)}. Ela pode ser obtida integrando sobre {\displaystyle \phi _{A}(x)} na integral de trajetória, mantendo {\displaystyle \phi _{B}(x)} variável
{\displaystyle e^{-S_{eff}(\phi _{A},g_{0})}=\int {\mathcal {D}}\phi _{A}\;e^{-S(\phi _{B}+\phi _{A},g_{0})}}
Isso é chamado teoria de campos efetiva na energia {\displaystyle \mu }. Por vezes, quando tomamos o limite para o contínuo {\displaystyle \Lambda _{UV}/\mu \rightarrow \infty }, a expressão para a ação fica divergente e isso é a indicação que precisamos mudar a descrição da teoria em baixas energias. Nos casos mais drásticos, precisamos encontrar um novo conjunto completamente novo de campos e simetrias para descrever a teoria. Contudo, em muitos casos, a mudança de variáveis e parâmetros têm a forma:
{\displaystyle g_{0}=g_{0}(g,{\frac {\Lambda _{UV}}{\mu }})}
{\displaystyle \phi _{0}(x)=Z(g,{\frac {\Lambda _{UV}}{\mu }})\phi (x)+\phi _{A}(x)}
Aqui, {\displaystyle \phi (x)} e {\displaystyle g} são os novos campos, em termos dos quais a ação efetiva
{\displaystyle e^{-S_{eff}(\phi ,g,\mu )}=\int {\mathcal {D}}\phi _{A}\;e^{-S(\phi _{0},g_{0})}}
é regular no limite para o contínuo. Os campos {\displaystyle \phi _{0}(x)} e as contantes {\displaystyle g_{0}} na escala de corte {\displaystyle \Lambda _{UV}} são chamados de campos nus e constantes de acoplamentos nuas, enquanto {\displaystyle \phi (x)} e {\displaystyle g} são ditas renormalizados.

## Equação de Callan-Symanzik
Se pode olhar para essa mudança de campos e constantes de duas formas. Uma forma de ver é fixar {\displaystyle \mu } e variar {\displaystyle \Lambda _{UV}}. Nós fixamos os campos {\displaystyle \phi (x)} e constantes de acoplamento {\displaystyle g} numa escala {\displaystyle \mu } (com os valores medidos nessa escala) e mudamos os campos nus {\displaystyle \phi _{0}(x)} e as contantes nuas {\displaystyle g_{0}}. Se pudermos mover {\displaystyle \Lambda _{UV}} para o infinito sem mudar o comportamento do sistema na energia {\displaystyle \mu } (descrito por {\displaystyle \phi (x)} e {\displaystyle g}), então, nesse limite, obtemos uma teoria quântica de campos com simetria de Poincaré.
Uma outra forma de ver é mover {\displaystyle \mu }, fixando {\displaystyle \Lambda _{UV}} e consequentemente {\displaystyle \phi _{0}(x)} e {\displaystyle g_{0}}. Desta forma, o campo renormalizado e a constante de acoplamento renormalizada é que mudam com a escala. Essa constante é dita constante de acoplamento corredora. Em particular, se mudamos a escala de {\displaystyle \mu _{1}} para {\displaystyle \mu _{2}}, as constantes de acoplamento mudarão de {\displaystyle g_{1}=(g_{0},{\frac {\mu _{1}}{\Lambda _{UV}}})} para {\displaystyle g_{2}=g(g_{0},{\frac {\mu _{2}}{\Lambda _{UV}}})}, onde {\displaystyle g(g_{0},{\frac {\mu }{\Lambda _{UV}}})} é a inversa da função definida anteriormente. Com efeito, definindo um campo com contribuições dos modos de Fourier entre {\displaystyle \mu _{1}\leq |k|\leq \mu _{2}}, podemos repetir o raciocínio e escrever {\displaystyle g_{2}=g(g_{1},{\frac {\mu _{2}}{\mu _{1}}})}. Desta forma, uma mudança de escala induz uma mudança das contantes de acoplamento através do campo vetorial
{\displaystyle \beta (g)=\mu {\frac {d}{d\mu }}g(g_{1},{\frac {\mu }{\mu _{1}}})|_{g_{1}=g,\mu _{1}=\mu }}
Essa equação é chamada de equação de Callan-Symanzik e o campo vetorial {\displaystyle \beta (g)} é chamado função beta da constante de acoplamento {\displaystyle g}.